# Macrohyporia inflata
Macrohyporia inflata är en svampart som beskrevs av Overh. ex I. Johans. & Ryvarden 1979. Macrohyporia inflata ingår i släktet Macrohyporia och familjen Polyporaceae.   Inga underarter finns listade i Catalogue of Life.